# Купальница европейская
Купа́льница европе́йская, или Купальница обыкнове́нная (лат. Tróllius europaéus) — травянистое растение, типовой вид рода Купальница (Trollius) семейства Лютиковые (Ranunculaceae).

## Ботаническое описание

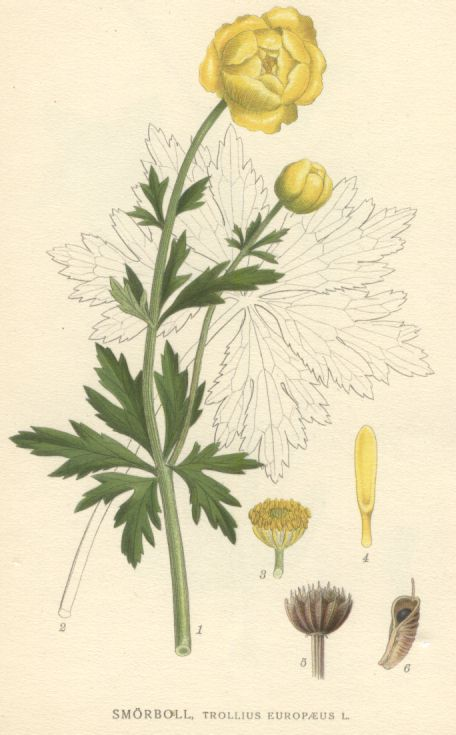

Многолетнее растение. В зависимости от условий обитания его высота варьирует от 20 см (в тундре) до 1 м (при культивировании в благоприятных условиях).
Корневая система поверхностная, корни проникают на материковых лугах до 15 см в глубь, но широко (50—100 см) распространяются в стороны. Объём занимаемого корнями пространства, судя по одному определению равен 60 дм³.
Листья у этого растения двух типов: стеблевые и прикорневые. Стеблевые листья располагаются в верхней трети цветоносного побега. Прикорневые собраны в розетку у основания стебля и имеют пальчатораздельную форму.
Цветки крупные шаровидные, слегка ароматные, до 5 см диаметром, с 10—20 чашелистиками. Их цвет варьирует от бледно-жёлтого до золотисто-жёлтого. Длина лепестков короче длины тычинок. Цветение в центральных районах России происходит в конце мая — начале июня.
Формула цветка: {\displaystyle \ast K_{5-20}\;C_{\infty }\;A_{\infty }\;G_{\infty }}.
Плод — листовка с маленьким, прямым носиком.

## Распространение и экология

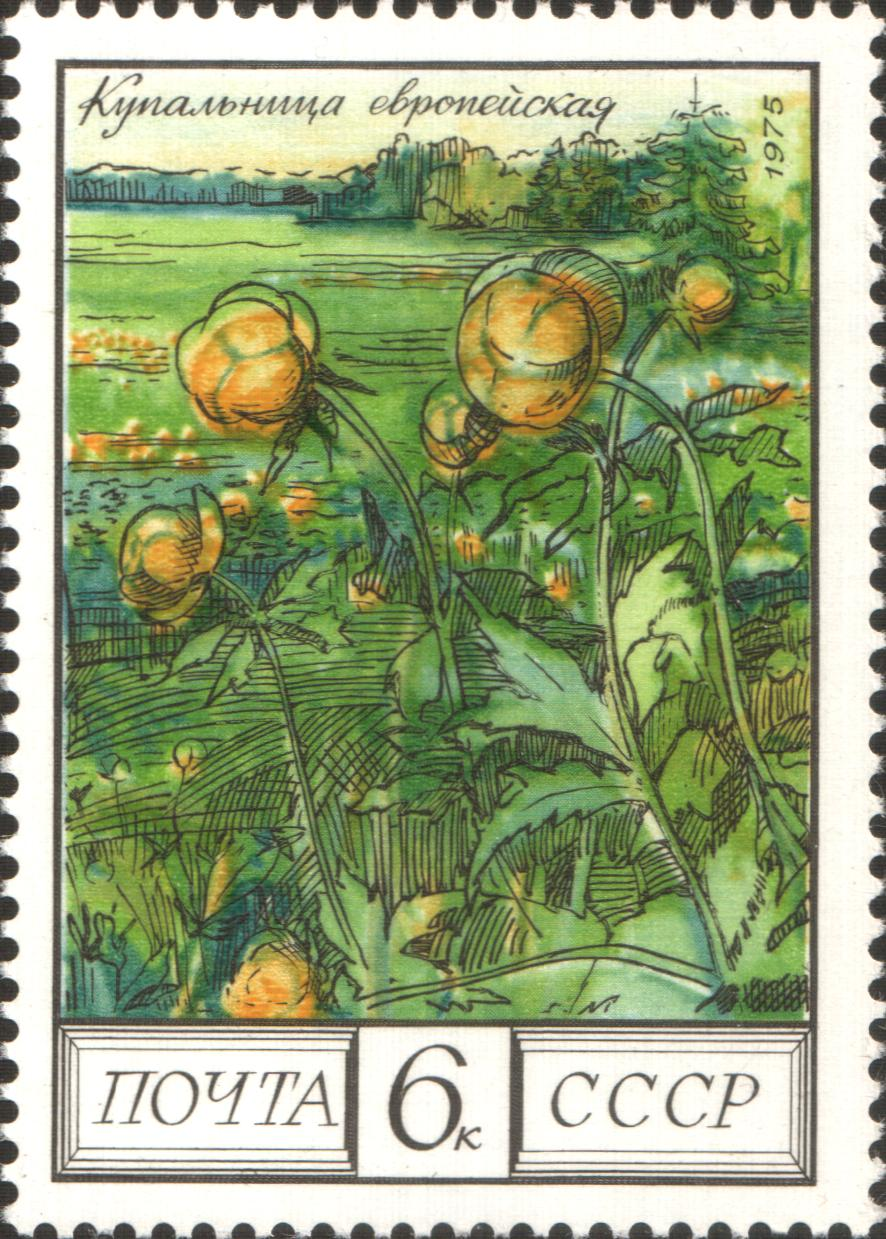
Почтовая марка СССР

Произрастает в Европе и западной части Западной Сибири в основном на опушках смешанных лесов, сырых лесных полянах и лугах.
Произрастает на различных почвах от бедных подзолистых до богатых темноцветных почв низменных лугов и дерново аллювиальных. На бедных почвах находится в угнетённом состоянии. Наиболее обильна на умеренно влажных, достаточно дренированных и относительно богатых почвах. Выносит незначительное заиление. Произрастает на почвах различной реакции в пределах pH 4,5—7,5, наиболее обильна на почвах в пределах pH 5,6—6,0. Засоление не выносит. Достаточно теневынослива.
Микотрофное растение. Имеется указание на отсутствие микоризы. Размножается семенами. Всхожесть семян до 53 %. В питомниках зацветает на 2—3 год, в естественных условиях на низменном лугу развивается медленнее, зацветая не раньше девятого года.

### Консортивные связи
Купальницы опыляются мухами-цветочницами Chiastocheta, личинки которых поедают их семена. Также цветы купальниц часто посещают различные жуки.

## Хозяйственное значение и использование
Ценится как ранний майско-июньский медонос, дающий большое количество нектара. Культивируется с конца XVI века.
По наблюдениям О. И. Семенова-Тян-Шанского в Лапландском заповеднике растение летом поедается северным оленем (Rangifer tarandus Linnaeus).

## Охранный статус
Вид занесён в Красную книгу Республики Беларусь (охранный статус IV), а также Тамбовской и Липецкой областей, охраняется в Польше.

## Прочие сведения
Удмуртское название купальницы европейской — италма́с. Италмас — один из символов Удмуртской Республики. Под этим именем в Удмуртии известны Государственный академический ансамбль песни и танца Удмуртской Республики, пассажирский поезд сообщением Ижевск — Москва, село, бальзам на травах. Осыпающиеся цветки италмаса — распространённый мотив в удмуртской фольклорной лирике, метафора ушедшей юности.
|                                                                    |  |  |  |
| Слева направо: лист, цветок, созревающие плоды, раскрывшиеся плоды |  |  |  |

## Классификация

### Таксономия
Trollius europaeus L., 1753, Sp. Pl. : 556
Вид Купальница европейская относится к роду Купальница (Trollius) семейства Лютиковые (Ranunculaceae) порядка Лютикоцветные (Ranunculales). Таксономическая схема в соответствии с Системой APG IV по состоянию на июнь 2024 года:
|  |                                      |  |                                   |                                   |                     |  | ещё 6 семейств | ещё 6 семейств |                            |  |  |  | еще 39 подтвержденных видов и 18 видов, ожидающих подтверждения |
|  |                                      |  |                                   |                                   |                     |  | ещё 6 семейств | ещё 6 семейств |                            |  |  |  | еще 39 подтвержденных видов и 18 видов, ожидающих подтверждения |
|  |                                      |  |                                   | порядок Лютикоцветные             |                     |  |                |                | род Купальница             |  |  |  |                                                                 |
|  |                                      |  |                                   | порядок Лютикоцветные             |                     |  |                |                | род Купальница             |  |  |  |                                                                 |
|  | отдел Цветковые, или Покрытосеменные |  |                                   |                                   | семейство Лютиковые |  |                |                | вид Купальница европейская |  |  |  |                                                                 |
|  | отдел Цветковые, или Покрытосеменные |  |                                   |                                   | семейство Лютиковые |  |                |                |                            |  |  |  |                                                                 |
|  |                                      |  | ещё 63 порядка цветковых растений | ещё 63 порядка цветковых растений |                     |  |                | ещё 53 рода    | ещё 53 рода                |  |  |  |                                                                 |
|  |                                      |  |                                   | ещё 63 порядка цветковых растений |                     |  |                |                | ещё 53 рода                |  |  |  |                                                                 |

### Синонимы
- Trollius connivens Moench
- Trollius emarginatus G.Don
- Trollius germanicus Wender.
- Trollius globosus Lam.
- Trollius grandiflorus Bailly
- Trollius grandiflorus Tausch
- Trollius humilis Crantz
- Trollius medius Wender.
- Trollius minimus Wender.
- Trollius montanus Salisb.
- Trollius napellifolius Roepert
- Trollius napellifolius var. erectus Roepert
- Trollius napellifolius var. nitens Roepert
- Trollius napellifolius var. opacus Roepert
- Trollius napellifolius var. patulus Roepert
- Trollius rotundiflorus Stokes
- Trollius sphaericus Salisb.
- Trollius tauricus hort. ex Wender.
- Trollius viridiflorus Schur
- Trollius viridis Miel.